# Atletica leggera ai Giochi della XXIX Olimpiade - Marcia 50 km
Ai Giochi della XXIX Olimpiade, tenutisi a Pechino nel 2008, la prova di marcia 50 km si è corsa venerdì 22 agosto, con partenza alle ore 7:30 (UTC+8) e arrivo nello Stadio Nazionale di Pechino.
La gara è stata vinta da Alex Schwazer, con il tempo di 3h 37'09" (nuovo record olimpico).

## Presenze ed assenze dei campioni in carica
| Competizione         | Atleta              | Prestazione | Pechino 2008 |
| -------------------- | ------------------- | ----------- | ------------ |
| Olimpiadi 2004       | Robert Korzeniowski | 3h38'46"    | Rit. 2005    |
| Commonwealth 2006    | Nathan Deakes       | 3h42'53"    | Assente      |
| Europei 2006         | Yohann Diniz        | 3h41'39"    | Presente     |
| Panamericani 2007    | Xavier Moreno       | 3h52'07"    | Presente     |
| Mondiali 2007        | Denis Nižegorodov   | 3h42'45"    | Presente     |
| Coppa del mondo 2008 | Denis Nižegorodov   | 3h34'14"    | Presente     |

## Gara
I favoriti prima della partenza erano il russo Denis Nižegorodov, detentore del record del mondo, il vicecampione del mondo Yohan Diniz l'italiano Alex Schwazer e il cinese Li Jianbo favorito dal marciare in casa. Da segnalare l'assenza del campione del mondo in carica, l'australiano Nathan Deakes.
La gara ha visto sin dall'inizio l'attacco di un gruppo di quattro persone, composto da tre dei quattro favoriti (cede solo il francese Diniz colpito dai crampi), e dall australiano Jared Tallent già bronzo nella 20 km. Al 35 km ha ceduto Li Jianbo, che poi ha terminato al quattordicesimo posto. L'allungo decisivo per la vittoria viene portato da Schwazer intorno al 40 km. Il primo a cedere all'accelerazione dell'atleta azzurro è stato Tallent, mentre tre minuti dopo anche Nižegorodov ha rinunciato all'inseguimento. Schwazer ha poi percorso gli ultimi 10 km in solitaria, mentre alle sue spalle Tallent rimontava su Nižegorodov concludendo al secondo posto a oltre due minuti dal neocampione olimpico altoatesino.

## Ordine d'arrivo

Video della gara

Pechino 2008, Alex Schwazer

| Pos     | Atleta e Paese            | Tempo    | Note                          |
| ------- | ------------------------- | -------- | ----------------------------- |
| Oro     | Alex Schwazer             | 3h37'09" | Record olimpico               |
| Argento | Jared Tallent             | 3h39'27" | Miglior prestazione personale |
| Bronzo  | Denis Nižegorodov         | 3h40'14" |                               |
| 4       | Jesús Ángel García        | 3h44'08" |                               |
| 5       | Erik Tysse                | 3h45'21" | Miglior prestazione personale |
| 6       | Horacio Nava              | 3h45'21" | Miglior prestazione personale |
| 7       | Yūki Yamazaki             | 3h45'47" |                               |
| 8       | Rafał Fedaczyński         | 3h46'51" | Miglior prestazione personale |
| 9       | Grzegorz Sudoł            | 3h47'18" |                               |
| 10      | Luke Adams                | 3h47'45" | Miglior prestazione personale |
| 11      | Antonio Pereira           | 3h48'12" | Record nazionale              |
| 12      | André Höhne               | 3h49'52" |                               |
| 13      | Mikel Odriozola           | 3h51'30" |                               |
| 14      | Jianbo Li                 | 3h52'20" |                               |
| 15      | Jarkko Kinnunen           | 3h52'25" | Miglior prestazione personale |
| 16      | Igors Kazakevics          | 3h52'38" | Miglior prestazione personale |
| 17      | Tianfeng Si               | 3h52'58" |                               |
| 18      | Jesús Sánchez             | 3h53'58" |                               |
| 19      | Marco De Luca             | 3h54'47" |                               |
| 20      | Antti Kempas              | 3h55'19" | Miglior prestazione personale |
| 21      | Chengliang Zhao           | 3h56'47" |                               |
| 22      | Luis Fernando García      | 3h56'58" |                               |
| 23      | Mario Iván Flores         | 3h58'04" |                               |
| 24      | Serhij Budza              | 3h58'21" | Miglior prestazione personale |
| 25      | Fausto Quinde             | 3h59'28" | Miglior prestazione personale |
| 26      | Santiago Pérez            | 3h59'41" |                               |
| 27      | Oleksij Šelest            | 3h59'46" |                               |
| 28      | Eddy Riva                 | 4h00'49" |                               |
| 29      | Takayuki Tanii            | 4h01'37" |                               |
| 30      | Nenad Filipović           | 4h02'16" | Miglior prestazione personale |
| 31      | Dong-young Kim            | 4h02'32" |                               |
| 32      | Tadas Šuškevičius         | 4h02'45" |                               |
| 33      | Hatem Ghoula              | 4h03'47" |                               |
| 34      | Rodrigo Moreno            | 4h03'52" |                               |
| 35      | Milos Batovsky            | 4h06'30" |                               |
| 36      | Xavier Moreno             | 4h07'04" |                               |
| 37      | Konstadinos Stefanopoulos | 4h07'53" |                               |
| 38      | Tim Berrett               | 4h08'18" |                               |
| 39      | Phillip Dunn              | 4h08'32" |                               |
| 40      | Augusto Cardoso           | 4h09'00" |                               |
| 41      | Mário dos Santos          | 4h10'25" |                               |
| 42      | Ingus Janevics            | 4h12'45" |                               |
| 43      | Andrej Stepančuk          | 4h14'09" |                               |
| 44      | Jamie Costin              | 4h15'16" |                               |
| 45      | Roman Bílek               | 4h18'32" |                               |
| 46      | Zoltán Czukor             | 4h20'07" |                               |
| 47      | Kazimir Verkin            | 4h21'26" |                               |
| 48      | Oleksij Kazanin           | Rit.     |                               |
| 49      | Yohan Diniz               | Rit.     |                               |
| 50      | Trond Nymark              | Rit.     |                               |
| 51      | Donatas Skarnulis         | Rit.     |                               |
| 52      | Sergej Kirdjapkin         | Rit.     |                               |
| 53      | Adam Rutter               | Rit.     |                               |
| 54      | Peter Korcok              | Rit.     |                               |
|         | Artur Brzozowski          | Squal.   |                               |
|         | Diego Cafagna             | Squal.   |                               |
|         | Colin Griffin             | Squal.   |                               |
|         | Salvador Mira             | Squal.   |                               |
|         | Darius Škarnulis          | Squal.   |                               |
|         | Igor Erochin              | NP       |                               |
|         | João Vieira               | NP       |                               |

Legenda
RO = Record olimpico
RN = Record nazionale
RP = Record personale
Rit = Ritirato
NP = Non partito
Squal. = Squalificato